# Fort Peck Dam
A Represa Fort Peck é a mais alta das seis grandes represas ao longo do Rio Missouri, situada no nordeste de Montana, nos Estados Unidos, próximo de Glasgow e adjacente à comunidade de Fort Peck. Com 6.409 m de comprimento e mais de 76 m de altura, é a maior represa hidraulicamente preenchida nos Estados Unidos e cria o Lago Fort Peck, o quinto maior lago artificial dos Estados Unidos, com mais de 210 km de comprimento, 61 metros de profundidade, e tem uma costa de 2.450 km de comprimento, que é mais longa do que a costa do estado da Califórnia. Encontra-se dentro do Refúgio Nacional de Vida Selvagem Charles M. Russell. A represa e o lago de 216 km de comprimento são propriedade e operados pelo Corpo de Engenheiros do Exército dos EUA e existe para fins de geração de energia hidrelétrica, controle de enchentes e gestão da qualidade da água.